# Pycnarrhena montana
Pycnarrhena montana är en tvåhjärtbladig växtart som beskrevs av Cornelis Andries Backer. Pycnarrhena montana ingår i släktet Pycnarrhena och familjen Menispermaceae. Inga underarter finns listade i Catalogue of Life.